# Gone (serie televisiva)
Gone è una serie televisiva statunitense co-prodotta a livello internazionale, creata da Matt Lopez. È basata sul romanzo One Kick di Chelsea Cain.
Nonostante sia prodotta dalla rete televisiva francese TF1 e dalla rete gemella tedesca VOX del gruppo RTL Television, la serie ha debuttato sul canale australiano Universal Channel il 13 novembre 2017. In Francia, va in onda dal 23 gennaio 2018. In Germania, viene trasmessa dal giorno successivo alla messa in onda francese.
In Italia, la serie va in onda dal 29 agosto 2018 su Premium Crime. In chiaro, viene trasmessa dal 22 luglio 2019 su Rete 4.

## Trama
Kit "Kick" Lannigan sopravvive ad un sequestro di minori da parte di una banda di pedofili e viene salvata dall'agente dell'FBI Frank Novak. Negli anni successivi, una determinata Kik si allena nelle arti marziali e nell'uso delle armi da fuoco. Novak la convince ad unirsi a una squadra speciale da lui creata che si dedica a risolvere casi di rapimenti e persone scomparse.

## Episodi
| Stagione       | Episodi | Prima TV Australia | Prima TV Italia |
| -------------- | ------- | ------------------ | --------------- |
| Prima stagione | 12      | 2017-2018          | 2018            |

## Personaggi e interpreti

### Personaggi principali
- Kit "Kick" Lannigan, interpretata da Leven Rambin
- John Bishop, interpretato da Danny Pino
- James Finley, interpretato da Andy Mientus
- Agente FBI Frank Novak, interpretato da Chris Noth
- Agente FBI Maya Kennedy, interpretata da Tracie Thoms

### Personaggi secondari
- Paula Lannigan, interpretata da Kelly Rutherford
- Neil Pruitt, interpretato da Jordan Bridges
- Noah, interpretato da Christopher O'Shea